# Anisodes transecta
Anisodes transecta är en fjärilsart som beskrevs av William Schaus 1912. Anisodes transecta ingår i släktet Anisodes och familjen mätare. Inga underarter finns listade i Catalogue of Life.